# Tukotuko andyjski
Tukotuko andyjski (Ctenomys pontifex) – gatunek gryzonia z rodziny tukotukowatych (Ctenomyidae). Występuje w Ameryce Południowej, gdzie odgrywa ważną rolę ekologiczną. Siedliska tukotuko andyjskiego położone są na terenach w zachodniej Argentynie, po wschodnie stronie Andów, w prowincjach San Luis i Mendoza. Typowa lokalizacja – w rejonie miasta San Rafael.